# 通聖
通聖（617年十二月）是隋朝末期領袖曹武徹的年号，歷時一個月。

## 紀年對照表
| 通聖 | 元年  |
| ---- | ----- |
| 公元 | 617年 |
| 干支 | 丁丑  |

## 同期存在的其他政權年號
- 中國
  - 隋朝
    - 大業（605年－618年）：隋煬帝楊廣之年號
    - 义宁（617年－618年）：隋恭帝楊侑之年號

  - 隋末唐初時期
    - 太平（616年－622年）：楚政權林士弘之年號
    - 丁丑（617年－618年）：夏政權窦建德之年號
    - 正平（617年－618年）：永樂王郭子和之年號
    - 永平（617年－618年）：魏政權李密之年號
    - 天興（617年－620年）：劉武周之年號
    - 安乐（617年－619年）：涼政權李軌之年號
    - 鸣凤（617年－618年）：梁政權蕭銑之年號

  - 高昌
    - 義和（614年－619年）：麴某之年號
- 朝鮮半島
  - 新羅
    - 建福（584年－634年）：—真平王之年號

## 參看
- 中國年號索引

## 深入閱讀
- 李崇智. . 北京: 中華書局. 2004年12月. ISBN 7101025129.
- 徐紅嵐. . 瀋陽: 遼寧教育出版社. 1998年5月. ISBN 7538246193.
- 松橋達良. . 東京: 砂書房. 1994年7月. ISBN 4915818276.